# Burg Mangoldstein
Die Burg Mangoldstein ist eine abgegangene Höhenburg im Bereich des 500 Quadratmeter großen Mangoldfelsens bei Donauwörth im Landkreis Donau-Ries in Bayern.

## Lage
Von der Tourist-Info aus gelangt man durch das Ochsentörl rechter Hand in die Promenade. Und etwa 500 Meter links entlang befindet sich der Mangoldfelsen.

## Geschichte
Die Burg wurde um 1000 für die Herren von Mangoldstein, benannt nach Mangold von Werd, erbaut und 1030 erstmals erwähnt. Sie war Stammsitz der Edelfreien von Werd. Für den ältesten Bau wurden Spolien aus den Ruinen der nahe gelegenen römischen Bäderstadt (Phoebiana-Faimingen) verwendet.
Im 11. Jahrhundert war das Kloster Heilig Kreuz noch in die Burg integriert. Um 1180–1200 wurde die Burganlage unter Verwendung von Buckelquadern erweitert und eine zweite Umfassungsmauer errichtet. Umgeben war die Anlage von einem 20 m breiten und 6 m tiefen Wassergraben, gespeist aus dem Wasser des Kaibaches.

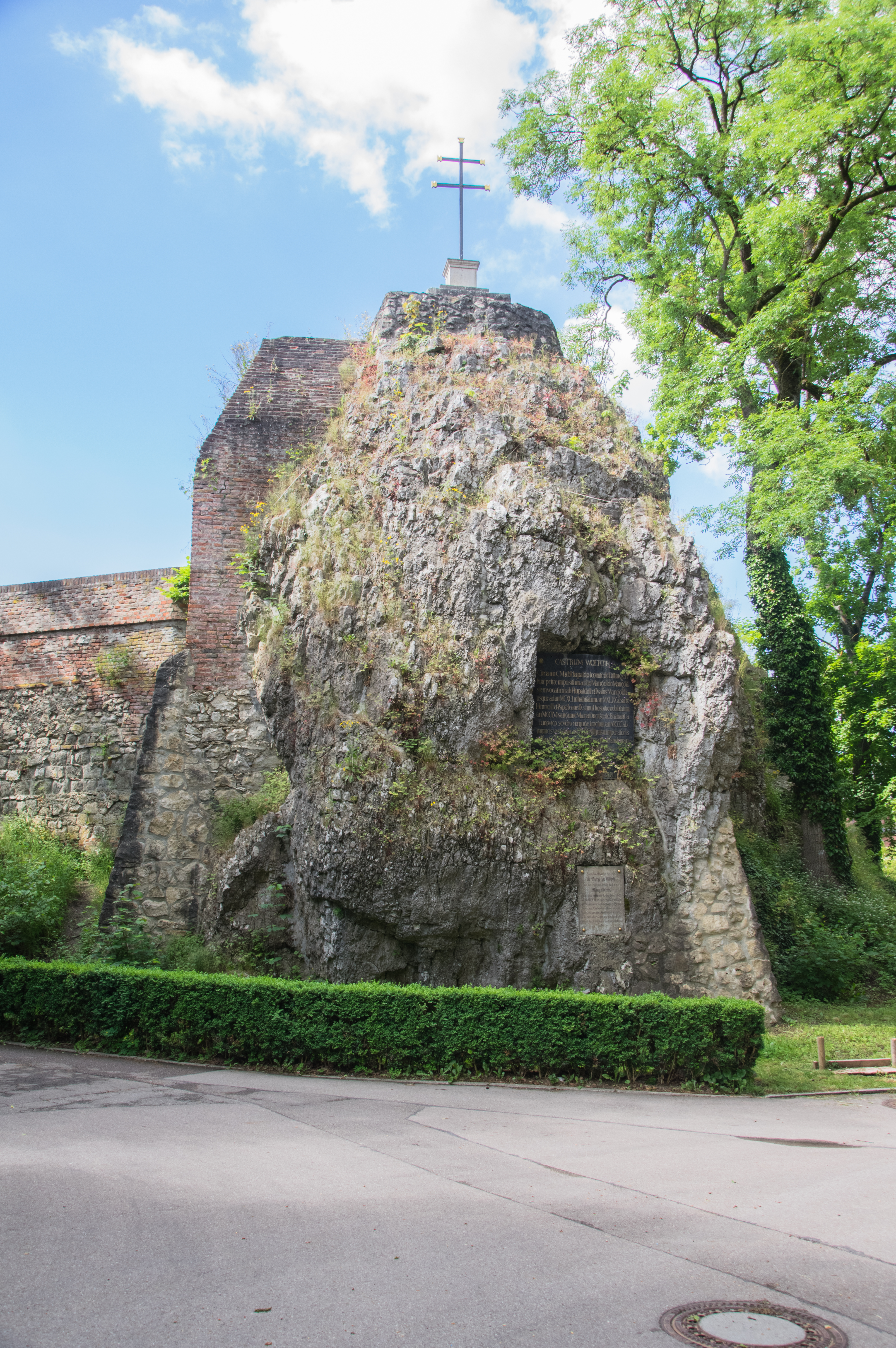
Teil des Mangoldfelsens

1301 wurde die Burg im Zuge von Streitigkeiten zwischen Bayern und dem Reich um ihren Besitz von Albrecht I. von Österreich erobert und zerstört. Damit hatte die Burg, die über Jahrzehnte Reichsgut war und wo Kaiser und Könige Hof gehalten und beurkundet hatten, ihre Bedeutung verloren. 1818 verschwanden Reste der Burgruine mit dem Abbruch der Stadtmauer von Donauwörth. Im Mai 1945 wurden bei einem Luftangriff Mauerreste zerstört. In den Jahren 2009 und 2010 wurden Rettungsgrabungen durchgeführt.